# Sindicato del crimen de Clerkenwell
El Sindicato del crimen de Clerkenwell, también conocido como Adams Family (la Familia Adams) o A-Team, es una organización criminal, posiblemente una de las más poderosas del Reino Unido. Los informes de los medios les han acreditado una riqueza de hasta £200 millones de libras.

## Historia

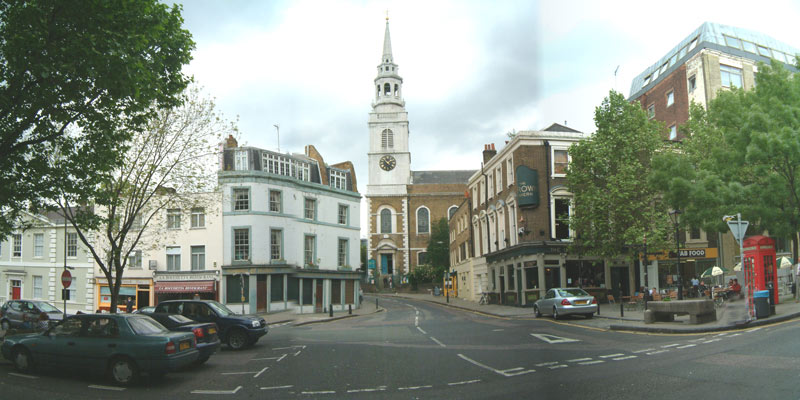
Clerkenwell, Londres

Durante la década de 1980, Terence "Terry" George Adams formó una organización criminal con sus hermanos Thomas "Tommy" Sean Adams y Patrick "Patsy" Daniel John Adams como financista y ejecutor, respectivamente. Los hermanos nacieron de padres irlandeses, parte de una gran familia de 11 niños que crecieron en el barrio londinense de Barnsbury, en el municipio de Islington.
El sindicato tenía su sede en el barrio londinense de Clerkenwell, mientras que Terry Adams, hasta su admisión de lavado de dinero en 2007, había vivido en Barnsbury. El sindicato se expandió a lo largo de los años para incluir a otros miembros de la familia Adams y amigos cercanos de la infancia. Se sabe que varios de sus familiares no están involucrados en actividades delictuosas.
Supuestamente, la pandilla está muy involucrada en el tráfico de drogas y la extorsión, así como en el secuestro de envíos de lingotes de oro y fraudes de seguridad. Han sido vinculados a 25 asesinatos de pandilleros, informantes y criminales rivales. Además de desarrollar supuestas conexiones con los oficiales de la Policía Metropolitana, también se afirmó que en algún momento tuvieron un parlamentario conservador británico en el bolsillo.
Se dijo que el tiroteo de "Mad" Frankie Fraser, entonces de 68 años, un ex ejecutor de The Richardson Gang, en julio de 1991, fue ordenado por la familia Adams, aunque Fraser dijo que había sido atacado por policías deshonestos.[cita requerida] Se cree que la familia tiene conexiones con varias organizaciones criminales, específicamente con cárteles sudamericanos.
La BBC ha afirmado que su influencia disminuyó a partir de los años 2000. Oficiales de policía, hablando extraoficialmente con periódicos británicos, afirmaron que a la familia se le ha atribuido actos que simplemente no llevaron a cabo y esto podría ser cierto dada la cantidad de presuntos pandilleros clave asesinados o encarcelados. Sin embargo, la Policía Metropolitana tomó los presuntos delitos de los Adams lo suficientemente en serio como para considerar la necesidad de involucrar a un equipo de detectives liderado por CPS y el Servicio de Seguridad (MI5) para descifrar el cartel del crimen organizado similar a la mafia de los Adams.
Tommy Adams fue encarcelado por su participación en el lavado de dinero y un complot de drogas que se describió como no sancionado por sus hermanos. Durante una operación de espionaje del MI5 que duró 18 meses, se grabó a Terry Adams hablando de su hermano en términos muy estridentes y sugiriendo que, al menos en 1998, las relaciones entre ellos se mantuvieron al mínimo. Se ha dicho que tienen una fortuna criminal de hasta £ 200 millones.
Antes de que Tommy y Terry Adams fueran condenados en 1998 y 2007, respectivamente, el hecho de que la policía no lograra condenas contra ellos había llevado a creer que habían socavado el sistema de justicia para convertirse en intocables. [cita requerida]
El presunto líder de la banda, Terry Adams, cumple una pena de prisión desde febrero de 2007, y dos de sus hermanos están bajo vigilancia de la Serious Organised Crime Agency y la policía en España, lo que hace que otros delincuentes se muestren reacios a hacer negocios con ellos. Se ha dicho que Terry Adams se enfrenta a graves dificultades financieras, ya que en mayo de 2007 se le ordenó devolver 4,7 millones de libras esterlinas en concepto de asistencia letrada y pagar las costas judiciales por valor de 800.000 libras esterlinas.
Sean "Tommy" Adams ganó atención pública de alto perfil durante un juicio en 2004, cuando se describió que había asistido a una reunión en 2002 a pedido del exjugador internacional de fútbol Kenny Dalglish. Dalglish era uno de los principales accionistas de la agencia de deportes Pro Active, con sede en Wilmslow, una importante empresa de gestión deportiva dirigida por el empresario local Paul Stretford. Se informó que Dalglish contrató a Adams durante un acuerdo prolongado para asegurar los derechos de gestión exclusivos de Pro Active para el delantero Wayne Rooney del Manchester United y el fútbol de Inglaterra, en circunstancias en las que otra empresa afirmaba representar a Rooney.
En febrero de 2010, un hombre de 38 años, que decía ser el sobrino de Terry Adams, fue condenado en un caso conocido como el "asesinato del rompecabezas": el juicio reveló que el hombre, Stephen Marshall, se había deshecho de cuatro cuerpos para los Adams. Fue condenado al menos a 36 años de prisión.
En 2014, Sean "Tommy" Adams y otras 13 personas que se creía que estaban afiliadas al Clerkenwell Crime Syndicate fueron arrestadas en una operación policial con el nombre en código "Octopod". Se encontraron relojes de diseñador, seis escopetas y grandes sumas de dinero en otras direcciones de la ciudad, con una concentración en el norte de Londres. Los arrestos estaban vinculados a conspiración para realizar asaltos, lavado de dinero, fraude y delitos fiscales.
En el momento, en diciembre de 2014, de la muerte de un empresario en bancarrota, Scot Young, quien había estado involucrado en 2013 en un caso de divorcio de alto perfil, los informes de los medios que señalaron la participación de Young con Patrick Adams afirmaron que Tommy Adams y Michael Adams no enfrentaron ningún cargo después de su arresto a principios de 2014.

## Personal y miembros

### Terry Adams
Se describió a Terence George Adams (nacido el 18 de octubre de 1954 en Londres) como quien más recientemente "adoptó una personalidad casi gentil, comprando ropa de alta gama y complaciendo su amor por el arte y las antigüedades" para parecer legítimo.
Su caída se produjo con la ayuda del MI5 y la Hacienda Pública. El MI5, en una colaboración interdepartamental única, la primera de su tipo después de que terminara la Guerra Fría, desempeñó un papel destacado en la guerra electrónica contra el crimen organizado y se centró en el cartel criminal internacional de Adams. La policía y el MI5 crearon un escuadrón secreto para desmantelar la organización Adams, dirigido desde una dirección anónima de Hertfordshire dentro de un búnker secreto ubicado en algún lugar del concurrido cinturón de cercanías de Hoddesdon hacia Londres.[cita requerida] Algunas de las grabaciones realizadas durante un período de 18 meses sugirieron que Adams se había retirado de la participación en primera línea en el crimen en los años 1990.[cita requerida]
Fuentes policiales creían que Adams sabía que estaba siendo monitoreado y había "dirigido el escenario" de muchas conversaciones en beneficio de su defensa. Él, por ejemplo, supuestamente fue grabado en 1998, diciéndole a su asesor Solly Nahome que no quería involucrarse en un acuerdo ilegal en particular, que afectaría su negocio legítimo. La Agencia Tributaria sospechó lo suficiente como para pedirle a Adams que explicara cómo había amasado su fortuna personal, incluida su casa de 2 millones de libras esterlinas y su colección de valiosas antigüedades.[cita requerida] Adams inventó una serie de ocupaciones improbables, incluyendo joyero y ejecutivo de relaciones públicas. Las transcripciones de la vigilancia y las investigaciones de varias compañías de fachada que Adams estableció demostraron que estaba mintiendo.[cita requerida]
Fue arrestado en abril de 2003. Los detectives encontraron obras de arte y antigüedades valoradas en 500.000 libras esterlinas, 59.000 libras esterlinas en efectivo y joyas por valor de más de 40.000 libras esterlinas en su casa. El 9 de marzo de 2007, en una audiencia en Old Bailey, el abogado Andrew Mitchell resumió el caso de la fiscalía diciendo: "Se sugiere que Terry Adams era uno de los criminales organizados más temidos y venerados del país. Viene con un pedigrí, como uno de una familia cuyo nombre tenía una moneda propia en el inframundo. Un sello distintivo de su carrera fue la capacidad de mantener su distancia probatoria de la violencia y otros delitos de los que sin duda se benefició". El exgánster escocés Paul Ferris afirmó que ninguno de los hermanos era primus inter pares (primero entre iguales o encargado único).
El 18 de mayo de 2007, se ordenó a Adams que pagara 4,8 millones de libras esterlinas en honorarios legales a tres bufetes de abogados que lo habían representado inicialmente en el marco del programa de asistencia jurídica gratuita del Reino Unido. También se le pidió que pagara 800.000 libras esterlinas en costas judiciales.[cita requerida]
Admitió un delito de lavado de dinero de un solo espécimen el 7 de febrero de 2007 y fue encarcelado durante siete años; fue puesto en libertad el 24 de junio de 2010, pero fue llamado a prisión en agosto de 2011 por violar su licencia. Asimismo, el 21 de mayo de 2007 se le ordenó rendir informes de sus ingresos para los próximos diez años. Los archivos de casos abiertos siguen sin juzgarse en los registros de la Operación Trinity y todavía existe el rumor de que varios procesamientos adicionales eventualmente pueden llegar a juicio.
Adams fue puesto en libertad el 24 de junio de 2010.
En agosto de 2011 compareció ante el tribunal de magistrados de la ciudad de Londres acusado de 8 infracciones de su orden de información financiera que se le impuso en 2007.
El juez de distrito Quentin Purdy dijo que era "astuto y calculador", y afirmó: "Deliberada y, a mi juicio, arrogantemente trató de frustrar el efecto de una orden de información financiera, sabiendo muy bien que una importante orden de confiscación sigue sin pagarse en gran medida".
En julio de 2014, Adams compareció ante un juez del Tribunal Superior de Londres, donde afirmó que no tenía dinero y vivía en un apartamento de una habitación. Adams recibió la orden de pagar 650.000 libras esterlinas en virtud de la Ley de Activos del Crimen.
En marzo de 2017, Adams perdió su apelación contra la orden de pagar £ 700,000 en virtud de la Ley de Activos del Crimen. En noviembre de 2017, un juez de distrito de Weston-super-Mare ordenó a Terry Adams que pagara el monto restante en un plazo de 30 días o regresara a prisión durante al menos 2,5 años. En diciembre de 2017, Adams pagó la orden de confiscación completa (alrededor de £ 725,000) a pesar de sus reiteradas afirmaciones de pobreza. También intentó amordazar a la prensa para que la gente no supiera que había pagado la confiscación en lugar de regresar a la cárcel. Una fuente cercana a la investigación dijo que "debía haber encontrado" casi tres cuartos de millón de libras "en el respaldo del sofá".
En febrero de 2019, los informes de los medios sugirieron que Terry Adams y su esposa vivían en un piso de una asociación de vivienda. Más tarde ese mes, Terry Adams devolvió £ 50,000 adicionales a la Corte de Magistrados de Westminster a pesar de alegar pobreza para evitar regresar a prisión por no pagar los costos judiciales.

### Tommy Adams
Thomas Sean Adams (nacido en 1958 en Londres) es supuestamente el financista de sus hermanos Terry y Patrick. Casado y padre de cuatro hijos, todavía tiene una casa cerca de la base tradicional de la familia en Islington, pero se sabía que vivía principalmente en España antes de ser encarcelado en 2017.
Tommy Adams fue acusado de participación en el manejo de lingotes de oro Brink's-MAT, pero en 1985 fue absuelto de participación en el lavado de las ganancias durante un juicio de alto perfil en Old Bailey con el coacusado Kenneth Noye.
Se sospecha que Tommy Adams estableció conexiones con otras organizaciones criminales internacionales, incluidas numerosas bandas de Yardie, además de obtener una línea de crédito de $80 millones de los cárteles colombianos. En 1998, Adams fue declarado culpable de planear una operación de contrabando de hachís de 8 millones de libras esterlinas en Gran Bretaña, por lo que fue encarcelado durante siete años. En el juicio también se le ordenó pagar un embargo de activos criminales de £ 6 millones sin precedentes, o enfrentar cinco años adicionales de prisión además de su condena de siete años. En la apelación, los jueces de apelación redujeron más tarde el embargo de activos criminales a £ 1 millón en gran parte debido a que CPS no tenía suficientes pruebas materiales, cuentas bancarias o activos rastreables para localizar y verificar la riqueza criminal de Adams. La esposa de Adams, Androulla, pagó su embargo de activos criminales de £ 1 millón en efectivo solo dos días antes de la fecha límite del CPS.
Tommy fue condenado además por lavado de dinero y sentenciado a 7 años en 2017 después de una serie de incautaciones significativas de dinero criminal que estaban vinculados a él. El dinero del crimen en Manchester se recolectó y se envió a Tommy a través de socios de confianza.

### Patsy Adams
Patrick Daniel John Adams (nacido el 2 de febrero de 1956 en Londres) ganó una reputación temprana en los bajos fondos de Londres al usar motocicletas de alta velocidad en asesinatos de pandillas y fue sospechoso de al menos 25 muertes relacionadas con el crimen organizado durante un período de tres años. Fue condenado a siete años de prisión en la década de 1970 por un robo a mano armada.
Aunque está subordinado a Terry Adams, Patrick, a veces conocido como Patsy, ha participado en actividades delictivas individuales. En particular, es sospechoso del intento de asesinato de Frankie Fraser en 1991; también, según un relato, agredió al hijo de Fraser, David Fraser, con un cuchillo y le cortó parte de la oreja durante un negocio de drogas. A fines de la década de 1990, se informó que pasaba gran parte de su tiempo en España. The Independent declaró en 2001 que estaba “viviendo exiliado en España en una villa amurallada erizada de cámaras de seguridad a unas pocas millas al sur de Torremolinos”. Patrick Adams y su esposa eran buscados en relación con un intento de asesinato en Clerkenwell, Londres, el 22 de diciembre de 2013 y fueron arrestados en Ámsterdam el 7 de agosto de 2015. Adams admitió haberle disparado a Paul Tiernan, pero fue absuelto de intento de asesinato después de que la víctima se negara a cooperar con la policía porque creía que "la lealtad lo es todo" y dijo que ser llamado "hierba" dolía más que recibir un disparo. Adams admitió haber causado daños corporales graves con intención en el Tribunal de la Corona de Woolwich y fue sentenciado a nueve años en 2016.
La policía que registró el departamento de Adams en los días posteriores al tiroteo encontró una nota escrita a mano de Tiernan, de 54 años, que decía: "No soy una maldita hierba" e instaba a su ex amigo a "enfrentarme". En una entrevista en 2020, Paul Tiernan declaró que Adams había sido liberado de prisión a principios de ese año.

## Relación con otras organizaciones
La familia Adams ha estado relacionada durante mucho tiempo con el robo de lingotes de oro de Brink's-Mat y otras personas que ayudaron a vender el oro robado, incluido Kenneth Noye.